# Coccoloba peltata
Coccoloba peltata là một loài thực vật có hoa trong họ Rau răm. Loài này được Schott mô tả khoa học đầu tiên năm 1827.